# Équipe cycliste Al Nasr Dubaï
L'équipe cycliste Al Nasr Dubaï est une équipe cycliste émiratie créée et ayant le statut d'équipe continentale depuis 2016.

## Principales victoires
- Circuit international d'Alger : Jesús Alberto Rubio (2016)
- Tour international d'Oranie : Luca Wackermann (2016)
- Grand Prix d'Oran : Tomas Vaitkus (2016)
- Tour international de Blida : Luca Wackermann (2016)
- Tour international de Sétif : Essaïd Abelouache (2016)
- Critérium international de Sétif : Adil Barbari (2016)
- Tour international d'Annaba : Luca Wackermann (2016)
- Tour international de Constantine : Tomas Vaitkus (2016)

## Classements UCI
Depuis sa création, l'équipe participe aux circuits continentaux et principalement à des épreuves de l'UCI Asia Tour. Les tableaux ci-dessous présentent les classements de l'équipe sur les différents circuits, ainsi que son meilleur coureur au classement individuel.
UCI Africa Tour
| Saison | Classement par équipes | Meilleur coureur au classement individuel |
| ------ | ---------------------- | ----------------------------------------- |
| 2016   | 1re                    | Adil Barbari (2e)                         |

UCI Asia Tour
| Saison | Classement par équipes | Meilleur coureur au classement individuel |
| ------ | ---------------------- | ----------------------------------------- |
| 2016   | 62e                    | Jesús Alberto Rubio (255e)                |

UCI Europe Tour
| Saison | Classement par équipes | Meilleur coureur au classement individuel |
| ------ | ---------------------- | ----------------------------------------- |
| 2016   | 82e                    | Luca Wackermann (526e)                    |

## Al Nasr Dubaï en 2016[1]

### Effectif
| Cycliste                  | Date de naissance | Nationalité         | Équipe 2015        |  |
| ------------------------- | ----------------- | ------------------- | ------------------ |  |
| Ammar Abdullah            | 15 septembre 1993 | Émirats arabes unis |                    |  |
| Essaïd Abelouache         | 20 juillet 1988   | Maroc               | Fath Union Sport   |  |
| Majid Al Balushi          | 31 mai 1987       | Émirats arabes unis |                    |  |
| Ali Al Hassani            | 8 août 1986       | Émirats arabes unis |                    |  |
| Jaber Al Mansoori         | 9 novembre 1991   | Émirats arabes unis |                    |  |
| Ahmed Al Mansoori         | 8 janvier 1990    | Émirats arabes unis |                    |  |
| Nasser Al Memari          | 25 février 1987   | Émirats arabes unis |                    |  |
| Adil Barbari              | 27 mai 1993       | Algérie             |                    |  |
| Yousif Mirza              | 8 octobre 1988    | Émirats arabes unis |                    |  |
| Khayyam Mohamad           | 25 décembre 1995  | Émirats arabes unis |                    |  |
| Jesús Alberto Rubio       | 25 janvier 1992   | Espagne             | Caja Rural amateur |  |
| Mohamad Talal Soudir Shir | 7 juin 1996       | Émirats arabes unis |                    |  |
| Tomas Vaitkus             | 4 février 1982    | Lituanie            | Rietumu-Delfin     |  |
| Luca Wackermann           | 13 mars 1992      | Italie              | Southeast          |  |

### Victoires
| Date       | Course                                                  | Pays                | Classe | Vainqueur           |
| ---------- | ------------------------------------------------------- | ------------------- | ------ | ------------------- |
| 04/03/2016 | Circuit international d'Alger                           | Algérie             | 1.2    | Jesús Alberto Rubio |
| 05/03/2016 | 1re étape du Tour international d'Oranie                | Algérie             | 2.2    | Tomas Vaitkus       |
| 06/03/2016 | 2e étape du Tour international d'Oranie                 | Algérie             | 2.2    | Luca Wackermann     |
| 07/03/2016 | 3e étape du Tour international d'Oranie                 | Algérie             | 2.2    | Luca Wackermann     |
| 07/03/2016 | Classement général du Tour international d'Oranie       | Algérie             | 2.2    | Luca Wackermann     |
| 08/03/2016 | Grand Prix d'Oran                                       | Algérie             | 1.2    | Tomas Vaitkus       |
| 10/03/2016 | 1re étape du Tour international de Blida                | Algérie             | 2.2    | Luca Wackermann     |
| 11/03/2016 | 2e étape du Tour international de Blida                 | Algérie             | 2.2    | Adil Barbari        |
| 12/03/2016 | 3e étape du Tour international de Blida                 | Algérie             | 2.2    | Luca Wackermann     |
| 12/03/2016 | Classement général du Tour international de Blida       | Algérie             | 2.2    | Luca Wackermann     |
| 13/03/2016 | 1re étape du Tour international de Sétif                | Algérie             | 2.2    | Tomas Vaitkus       |
| 14/03/2016 | 2e étape du Tour international de Sétif                 | Algérie             | 2.2    | Essaïd Abelouache   |
| 15/03/2016 | 3e étape du Tour international de Sétif                 | Algérie             | 2.2    | Adil Barbari        |
| 16/03/2016 | 4e étape du Tour international de Sétif                 | Algérie             | 2.2    | Tomas Vaitkus       |
| 16/03/2016 | Classement général du Tour international de Sétif       | Algérie             | 2.2    | Essaïd Abelouache   |
| 17/03/2016 | Critérium international de Sétif                        | Algérie             | 1.2    | Adil Barbari        |
| 19/03/2016 | 1re étape du Tour international d'Annaba                | Algérie             | 2.2    | Adil Barbari        |
| 20/03/2016 | 2e étape du Tour international d'Annaba                 | Algérie             | 2.2    | Luca Wackermann     |
| 21/03/2016 | 3e étape du Tour international d'Annaba                 | Algérie             | 2.2    | Adil Barbari        |
| 22/03/2016 | 4e étape du Tour international d'Annaba                 | Algérie             | 2.2    | Essaïd Abelouache   |
| 22/03/2016 | Classement général du Tour international d'Annaba       | Algérie             | 2.2    | Luca Wackermann     |
| 23/03/2016 | 1re étape du Tour international de Constantine          | Algérie             | 2.2    | Adil Barbari        |
| 24/03/2016 | 2e étape du Tour international de Constantine           | Algérie             | 2.2    | Jesús Alberto Rubio |
| 25/03/2016 | 3e étape du Tour international de Constantine           | Algérie             | 2.2    | Adil Barbari        |
| 25/03/2016 | Classement général du Tour international de Constantine | Algérie             | 2.2    | Tomas Vaitkus       |
| 01/04/2016 | Championnat des Émirats arabes unis du contre-la-montre | Émirats arabes unis | CN     | Yousif Mirza        |
| 09/04/2016 | Championnat des Émirats arabes unis sur route           | Émirats arabes unis | CN     | Yousif Mirza        |
| 17/04/2016 | 4e étape du Tour de Mersin                              | Turquie             | 2.2    | Essaïd Abelouache   |
| 07/05/2016 | 4e étape du Tour d'Azerbaïdjan                          | Azerbaïdjan         | 2.1    | Luca Wackermann     |
| 21/05/2016 | 1re étape du Tour de Tunisie                            | Tunisie             | 2.2    | Yousif Mirza        |